# الاتصالات السلكية واللاسلكية في نيكاراغوا
الاتصالات السلكية واللاسلكية في نيكاراغوا تشمل الراديو والتلفاز والهواتف الثابتة والمتنقلة والإنترنت.

## الراديو والتلفاز
- المحطات الإذاعية: أكثر من 100 محطة إذاعية، جميعها مملوكة ملكية خاصة تقريبًا؛ راديو نيكاراغوا مملوك للحكومة وراديو ساندينو تسيطر عليه جبهة تحرير ساندينيستا الوطنية (FSLN) (2007).[1]
- أجهزة الراديو: 1.24 مليون (1997). [بحاجة لتحديث]
- محطات التلفاز: تتوافر شبكات تلفزيونية أرضية متعددة مملوكة للقطاع الخاص، مدعومة بتلفزيون الكابل في معظم المناطق الحضارية (2007).
- أجهزة التلفاز: 320.000 (1997). [بحاجة لتحديث]

### قيود وسائل الإعلام
تعد وسائل الإعلام المستقلة نشطة وتعبر عن مجموعة مختلفة من الآراء، ولكن تقيد الحكومة حرية الإعلام عبر المضايقة والرقابة وتطبيق قوانين التشهير تعسفيًا واستعمال مبررات الأمن القومي، وكذلك يقوم الأفراد بمضايقة وسائل الإعلام لانتقادها الحكومة. ويلجأ الرئيس أورتيغا تكرارًا لقانون يسمح للبث الحكومي لرسائل الطوارئ إما بإجبار الشبكات الوطنية على بث خطاباته أو إيقاف البرامج الأخرى أثناء الرسائل.
وتستمر الحكومة بإغلاق محطات الإذاعة المعادية لها وإغلاق برامج التلفاز المعارضة لأسباب سياسية على ما يزعم. كما أنها تستخدم عدة أساليب كالتخريب المتعمد للممتلكات، ومصادرة معدات البث المملوكة للقطاع الخاص، واتهام مقدمي البرامج ومالكي وسائل الإعلام بالتشهير الجنائي للحد من حرية الصحافة وتنوعها. وأفادت مصادر الأخبار المعارضة منعهم من دخول الأحداث الحكومية الرسمية ورفض مسؤولي الحكومة من إجراء مقابلات معهم.
ادعت جمعية حقوق الإنسان النيكاراغواية في يونيو 2012 أن الشرطة الوطنية النيكاراغوية أغلقت القناة 13 التلفزيونية التابعة لقاعدة سوموتو قسرًا بسبب تقارير المحطة عن الفساد الحكومي، وزعم مالك المحطة خوان كارلوس أن مسؤولي الشرطة النيكاراغواية قد ضايقوه وهددوه قبل الإغلاق القسري، ولم تكن هناك أي تقارير تفيد بالتحقيق وحتى نهاية عام 2012 مازالت المحطة مغلقة.
وأفاد مركز أبحاث الاتصالات النيكاراغواي (CINCO) أن السيطرة على الإعلام التلفزيوني من قبل الجبهة الساندينية للتحرير الوطني ودانييل أورتيغا تعززت طوال عام 2012، وخصع التلفزيون الوطني للسيطرة على نحو متزايد إما من قبل أنصار جبهة التحرير الوطنية الساندينية أو مملوكا ومدار مباشرة من قبل أفراد عائلة الرئيس أورتيجا، وكانت ثمانية من أصل تسع من القنوات الرئيسية خاضعة لسيطرة جبهة التحرير الوطنية الساندينية.
وبالمجمل، تقتصر برامج وسائل الإعلام المملوكة من قبل العائلة الرئاسية على مناصرة الحكومة أو الدعاية للجبهة الساندينية للتحرير الوطني وإعلانات الحملات، وادعت الصحافة ومنظمات حقوق الإنسان أن استخدام أموال الدولة لوسائل الإعلام الرسمية جعلت المعارضين في وضع غير عادل. 
ويمارس بعض الصحفيين الرقابة الذاتية، خوفًا من العواقب الاقتصادية والجسدية بسبب التقارير الاستقصائية عن الجريمة أو فساد المسؤولين. 

## الهواتف
- رمز الاتصال: +505 [1]
- بادئة المكالمة الدولية: 00 [3]
- خطوط الاتصال الرئيسية: 320,000 خط مستخدم، المركز 112 على مستوى العالم (2012).
- الهواتف الخلوية المتنقلة: 5.3 مليون مستخدم، المركز 108 على مستوى العالم (2012).
- نظام الهواتف: يحدث النظام من قبل الإستثمار الخارجي (أجنبي)، وتستعمل جميع كفائات الاتصالات اللاسلكية تقريبا التكنولوجيا الرقمية وذلك بسبب الاستثمارات منذ خصخصة شركة الاتصالات المملوكة للدولة سابقًا، ومنذ الخصخصة تحسن الوصول إلى خدمات الهواتف الثابتة والمحمولة.
  - كثافة الهاتف الثابت: حوالي 5 لكل 100 شخص.
  - مشتركي الهاتف المحمول: تزايد إلى 85 لكل 100 شخص تقريبًا (2011).
- المحطات الأرضية الفضائية: 1 انتر سبوتنيك (منطقة المحيط الأطلسي) و 1 إنتل سات (المحيط الأطلسي) (2011).
- الاتصالات السلكية: يوفر نظام منطقة البحر الكاريبي الأمريكي عبر كابل الألياف الضوئية البحرية التواصل بين أمريكا الجنوبية والوسطى وأجزاء من منطقة البحر الكاريبي والولايات المتحدة (2011).

## الإنترنت
- المجال الأعلى مستوى: .ni [1]
- مستخدمو الإنترنت: 773,240 مستخدم، 121 في العالم، بنسبة 13.5 ٪ من السكان، المركز 159 في العالم (2012).[4][5]
- الشبكة العريضة الثابتة: 95.023 مشترك، 102 في العالم؛ بنسبة 1.7 ٪ من السكان، 131المركز في العالم (2012).[6]
- الشبكة العريضة اللاسلكية: 58,365 مشترك، 123 في العالم؛ بنسبة 1.0 ٪ من السكان، المركز 133 في العالم (2012).[7]
- ضيفو الإنترنت: 296,068 مضيف، المركز 63 في العالم (2012).
- بروتوكولات الإنترنت: 369.408 عنوانًا مخصصًا، أي أقل من 0.05٪ من الإجمالي العالمي، بنسبة 64.5 عنوانًا لكل 1000 شخص (2012).[8][9]
- مزودو خدمات الإنترنت: 5 مزودي خدمات الإنترنت (1999)، [بحاجة لتحديث] الإنترنت السلكي في الاستخدام الواسع DSL وWAP متاحان في المدن الكبرى.[بحاجة لمصدر]

### الرقابة على الإنترنت والإشراف
لا تضع الحكومة أي قيود على الوصول إلى الإنترنت أو غرف الدردشة على الإنترنت، ولكن تدعي العديد من المنظمات غير الحكومية مراقبة الحكومة لبريدها الإلكتروني، ويشارك الأفراد والجماعات في التعبير عن وجهات نظرهم عبر الإنترنت، وكذلك البريد الإلكتروني ووسائل التواصل الاجتماعي. 
ينص الدستور على حرية التعبير والصحافة، لكن الحكومة استغلت الوسائل الإدارية والقضائية والمالية للحد من ممارسة هذه الحقوق، بالرغم من أن القانون ينص على ألا يخضع الحق في الحصول على المعلومات للرقابة، وينص أيضًا على المسؤولية بأثر رجعي، بما في ذلك العقوبات الجنائية للقذف وتشويه السمعة.
وفي نوفمبر 2012، خلال الانتخابات البلدية، تعرض موقع شهير يسمح للناخبين بتقديم الشكاوى والمزاعم حيال تزوير الانتخابات للاختراق في عدة مناسبات وأجبر على الأغلاق لفترات طويلة في اليوم. وادعت بعض المنظمات غير الحكومية عبث الحكومة بالموقع لمنع انتشار شكاوى الناخبين. وأبلغت الصحافة عن العديد من حالات التهديد والعنف ضدها خلال عام ٢٠١٢. وفي 11 ديسمبر، اتهم المتحدث باسم محكمة العدل العليا علنًا موقع المجلة الأسبوعية على الإنترنت بأنه ممول من قبل منظمات تهريب المخدرات، وصرحت جماعات حقوقية أن تلك المزاعم لدوافع سياسية.

## روابط خارجية
- NIC.ni ، مسجل النطاق.ni باللغة الإسبانية .